# Alexandre Boulerice
Pour les articles homonymes, voir Boulerice.
Alexandre Boulerice, né le 18 juin 1973 à Saint-Jean-sur-Richelieu, est un syndicaliste, journaliste et homme politique canadien.
Député de la circonscription de Rosemont—La Petite-Patrie (Montréal), il siège à la Chambre des communes depuis mai 2011 sous la bannière du Nouveau Parti démocratique dont il est le chef adjoint depuis le 11 mars 2019.

## Biographie
Alexandre Boulerice est né le 18 juin 1973 à Saint-Jean-sur-Richelieu. Après son cégep, il fait un baccalauréat en sociologie à l’Université de Montréal. Par la suite, il poursuit des études en science politique à l'Université du Québec à Montréal (UQAM) et une scolarité de maîtrise à l’Université McGill.
Par la suite, il travaille comme journaliste pour la chaîne d'information LCN. Peu après, il continue dans ce domaine dans la salle des nouvelles de TVA, tout en s’impliquant dans son syndicat local en tant que vice-président du SCFP 687. Prenant le goût à l'engagement social, il quitte cet emploi afin d'aller travailler dans un groupe communautaire, l’Union des travailleurs et travailleuses accidentés de Montréal (UTTAM). Pendant près d'un an, il travaille avec des personnes qui doivent lutter pour faire respecter leurs droits, souvent dans des situations personnelles très pénibles. Il devient ensuite conseiller en communications pour le Syndicat canadien de la fonction publique (SCFP), où il se joindra au plus grand syndicat du pays pour plusieurs années de militantisme.
Avant sa carrière de député au fédéral, Alexandre Boulerice milite dans des partis ou groupes de gauche, dont notamment le Parti de la démocratie socialiste (PDS), dont il assume, un certain temps, la présidence de la région de Montréal.
En juin 2012, le député conservateur Pierre Poilievre interroge Boulerice quant à des dons faits par ce dernier à Québec solidaire, un parti favorisant l'indépendance du Québec. Boulerice reconnaît ses racines souverainistes mais explique avoir évolué depuis le dernier référendum (1995). Cette explication laisse parfois les observateurs perplexes quant aux convictions politiques de Boulerice sur la question nationale québécoise. Poilievre fait cette intervention au moment où l'opposition questionne le gouvernement conservateur sur une enquête d’Élections Canada portant sur les dépenses électorales du secrétaire parlementaire du premier ministre Stephen Harper.

## Carrière politique

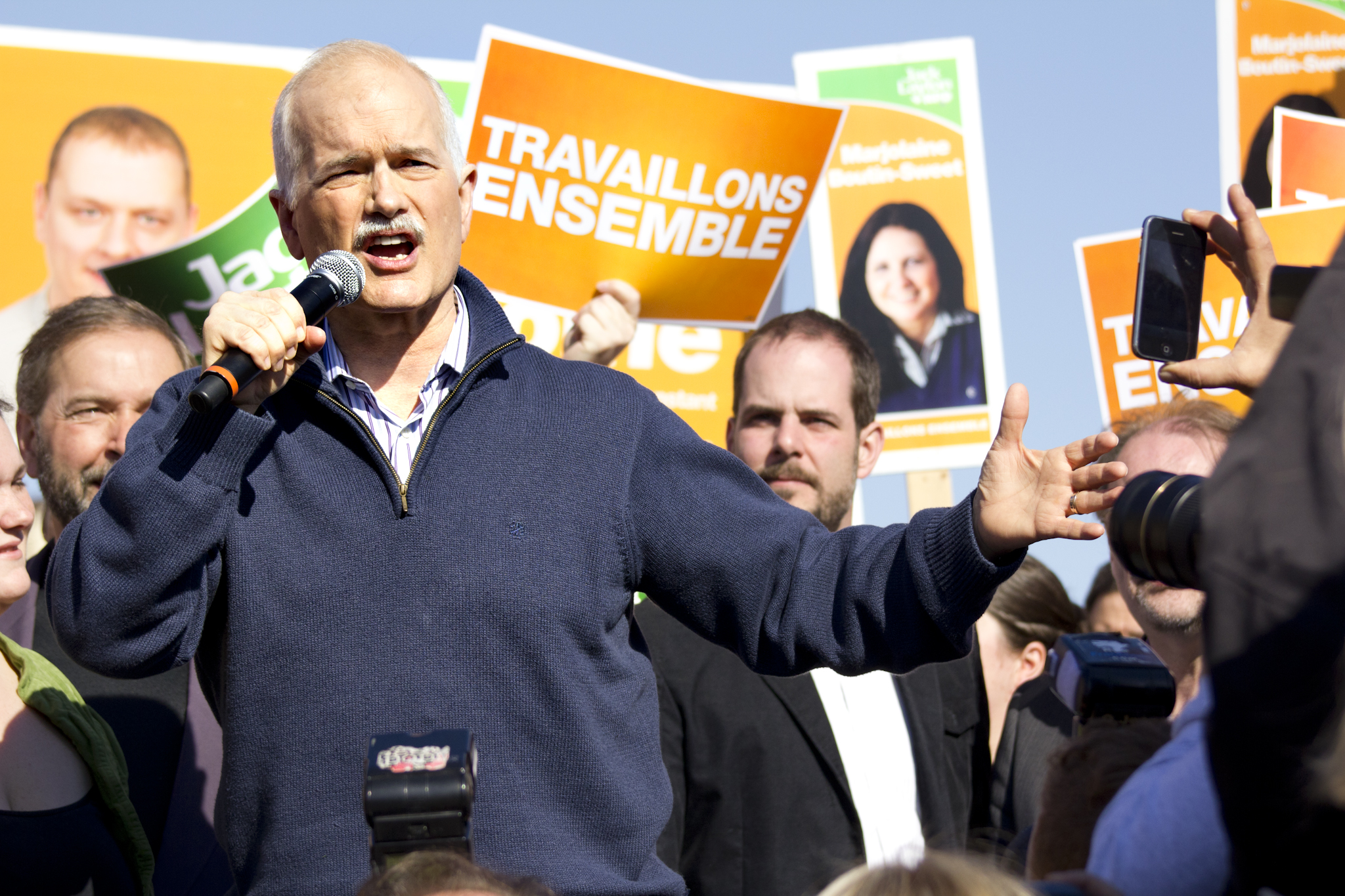
Avec Jack Layton pendant la campagne de 2011

Alexandre Boulerice milite au Nouveau Parti démocratique depuis la fin des années 1990. Il se présente une première fois aux élections fédérales de 2008 et obtient alors 16,26 % des voix, la circonscription étant remportée par le candidat du Bloc québécois, Bernard Bigras. Il devient ensuite le vice-président pour les communications de la section Québec du NPD, sous la présidence de François Boivin.
En 2011, il se présente à nouveau et cette fois l’emporte avec 50,8 % des voix. Lors de ces élections, le NPD obtient 30,6 % des suffrages, ce qui se traduit par 103 députés à la Chambre des communes, dont plus de la moitié issus du Québec. Ce résultat permet au NPD de former l’opposition officielle à la Chambre des communes pour la première fois de l’histoire. On qualifie alors ce phénomène de « vague orange ».
Le 26 mai 2011, Alexandre Boulerice est nommé porte-parole de l'opposition officielle du Canada pour le Conseil du trésor. En avril 2012, il devient porte-parole en matière de Travail, ainsi que porte-parole adjoint en matière d’éthique et d'accès à l'information. En janvier 2015, il devient en plus porte-parole pour la Société canadienne des Postes. Après les élections de 2015, quand le NPD perd le statut d’opposition officielle, il est nommé porte-parole de son parti en matière d'éthique, et porte-parole adjoint sur les institutions démocratiques et la réforme démocratique.
Il a également été nommé par son parti vice-président de la campagne du NPD pour les élections fédérales de 2015.
Au début de l'année 2018, Alexandre Boulerice est nommé le porte-parole en matière d'environnement pour le NPD.
Le 11 mars 2019, Alexandre Boulerice est nommé chef adjoint du NPD et est chargé de mener la campagne du Nouveau Parti démocratique au Québec.
Il est réélu aux élections fédérales de 2019, devenant à ce moment le seul député du NPD élu au Québec. Il reste également le seul après les élections de 2021 où il réélu avec 48,57 % des voix et une majorité de 13 790 voix.

## Projet de Loi C307
À l’automne 2011, Alexandre Boulerice dépose le projet de loi « Pour le retrait préventif des femmes enceintes et allaitantes » , visant à protéger les droits des femmes enceintes et allaitantes qui doivent quitter leur emploi pour protéger leur santé ou la santé de leur enfant. Ce projet de loi a pour objectif de permettre à toutes les travailleuses de bénéficier d’un retrait préventif selon les dispositions en vigueur dans leur province respective. Au Québec, les travailleuses régies par le Code du travail du Québec peuvent bénéficier de prestations de la part de la Commission de la santé et de la sécurité du travail (CSST) dans le cadre du programme, « Pour une maternité sans danger ». Ce projet de loi avait pour objectif de permettre aux travailleuses régies par le code du travail du Canada de bénéficier des mêmes prestations et de ne pas être pénalisées au cours de leur maternité.
En mai 2012, ce projet de loi est rejeté avec 169 voix contre, et 108 voix pour.

## Postes Canada
En décembre 2013, la direction de Postes Canada annonce qu'elle mettra fin graduellement à son service de livraison de courrier à domicile, engendrant la perte de 6 000 à 8 000 postes. Alexandre Boulerice est un des premiers à s'opposer à ces compressions, lançant promptement une pétition pour sensibiliser la population quant aux implications de cette décision. Il travaille de concert avec le Syndicat des travailleurs et travailleuses des postes (STTP) et entreprend une tournée du Québec pour expliquer les changements et récolter des appuis contre le projet. Sa tournée s'est conclue avec le dépôt d'un mémoire à la Commission sur le développement social et la diversité montréalaise, qui a étudié les impacts de la fin de la livraison de courrier à domicile, notamment sur l'installation de nombreuses boîtes postales communautaires et sur la qualité de vie des aînés et personnes à mobilité réduite.

## Environnement
Préoccupé par la crise climatique et porte-parole en matière d'environnement pour le NPD, Alexandre Boulerice devient, en 2018, vice-président du comité Environnement et développement durable. En juin 2019, Alexandre Boulerice dépose le projet de loi « Loi modifiant la Loi sur le ministère de l’Environnement », ayant comme objectif de prévoir l’établissement par le ministre d’un plan d’action sur la réduction des émissions de gaz à effet de serre précisant les mesures à prendre pour atteindre ces cibles selon les engagements internationaux du Canada. Durant la campagne électorale fédérale de 2021, Alexandre Boulerice critique le « bilan catastrophique » du gouvernement Trudeau en matière d'environnement et propose d’accorder au fleuve Saint-Laurent des droits inhérents à la protection de la faune et la flore. Ce projet, recommandé par l’Observatoire international des droits de la nature, s’inspire du statut de la rivière Magpie, sur la Côte-Nord.

## Résultats électoraux
|       | Candidat                      | Parti              | # de voix | % des voix |
|       | Jeremy Dohan                  | Conservateur       | +02 506,  | 4,29 %     |
|       | Claude André                  | Bloc québécois     | +12 276,  | 21,04 %    |
|       | Nadine Medawar                | Libéral            | +12 069,  | 20,68 %    |
|       | (sortant) Alexandre Boulerice | NPD                | +28 692,  | 49,17 %    |
|       | Sameer Muldeen                | Vert               | +01 787,  | 3,06 %     |
|       | Laurent Aglat                 | Rhinocéros         | +00495,   | 0,85 %     |
|       | Stéphane Chénier              | Marxiste-léniniste | +00171,   | 0,29 %     |
|       | Peter d'Entremont             | Parti libertarien  | +00353,   | 0,6 %      |
| Total | Total                         | Total              | 58 349    | 100 %      |

|       | Candidat                 | Parti              | # de voix | % des voix |
|       | Sébastien Forté          | Conservateur       | +02 328,  | 4,32 %     |
|       | (sortant) Bernard Bigras | Bloc québécois     | +17 702,  | 32,85 %    |
|       | Kettly Beauregard        | Libéral            | +04 920,  | 9,13 %     |
|       | Alexandre Boulerice      | NPD                | +27 484,  | 51 %       |
|       | Sameer Muldeen           | Vert               | +00899,   | 1,67 %     |
|       | Jean-Patrick Berthiaume  | Parti Rhinocéros   | +00417,   | 0,77 %     |
|       | Stéphane Chénier         | Marxiste-léniniste | +00140,   | 0,26 %     |
| Total | Total                    | Total              | 53 890    | 100 %      |

|       | Candidat                 | Parti              | # de voix | % des voix |
|       | Sylvie Boulianne         | Conservateur       | +03 876,  | 7,39 %     |
|       | (sortant) Bernard Bigras | Bloc québécois     | +27 260,  | 52 %       |
|       | Marjorie Théodore        | Libéral            | +09 785,  | 18,67 %    |
|       | Alexandre Boulerice      | NPD                | +08 522,  | 16,26 %    |
|       | Vincent Larochelle       | Vert               | +02 406,  | 4,59 %     |
|       | Jean-Patrick Berthiaume  | neorhino.ca        | +00319,   | 0,61 %     |
|       | Stéphane Chénier         | Marxiste-léniniste | +00170,   | 0,32 %     |
|       | Michel Dugré             | Indépendant        | +00083,   | 0,16 %     |
| Total | Total                    | Total              | 52 421    | 100 %      |